# Xã Lyons, Quận Mills, Iowa
Xã Lyons (tiếng Anh: Lyons Township) là một xã thuộc quận Mills, tiểu bang Iowa, Hoa Kỳ. Năm 2010, dân số của xã này là 247 người.